# Jackson Withrow
Jackson Withrow (Omaha, Nebraska; 7 de julio de 1993) es un jugador de tenis estadounidense.

## Carrera

### 2011
Withrow compitió en el Abierto de Estados Unidos, donde recibió junto con su compañero Jack Sock una invitación para participar en el torneo. En la primera ronda fueron derrotados por Xavier Malisse de Bélgica y Mark Knowles de Bahamas.

### 2016
En el Campeonato de Tenis Masculino de la NCAA 2016, Withrow y su compañero de equipo Arthur Rinderknech perdieron el campeonato individual de dobles frente a Mackenzie McDonald y Martin Redlicki de UCLA por 4-6, 1-6.

### 2017
Withrow y Jack Sock obtuvieron una invitación para el torneo de dobles de Cincinnati, donde perdieron contra Juan Sebastián Cabal y Fabio Fognini en la primera ronda.
Ganó su primer partido de dobles de nivel ATP con su compañero Austin Krajicek en el Abierto de Estados Unidos al derrotar a Philipp Oswald y André Sá en la primera ronda.

## Títulos ATP (10; 0+10)

### Dobles (10)
| Leyenda                         |
| Grand Slam (0)                  |
| ATP Wourld Tour Finals (0)      |
| ATP Masters 1000 World Tour (0) |
| ATP World Tour 500 series (1)   |
| ATP World Tour 250 series (9)   |

| N.º | Fecha                    | Torneo           | Superficie | Pareja            | Oponentes en la final              | Resultado         |
| --- | ------------------------ | ---------------- | ---------- | ----------------- | ---------------------------------- | ----------------- |
| 1.  | 25 de febrero de 2018    | Delray Beach     | Dura       | Jack Sock         | Nicholas Monroe John-Patrick Smith | 4-6, 6-4, [10-8]  |
| 2.  | 25 de septiembre de 2022 | San Diego        | Dura       | Nathaniel Lammons | Jason Kubler Luke Saville          | 7-6(5), 6-2       |
| 3.  | 23 de julio de 2023      | Newport          | Hierba     | Nathaniel Lammons | William Blumberg Max Purcell       | 6-3, 5-7, [10-5]  |
| 4.  | 30 de julio de 2023      | Atlanta          | Dura       | Nathaniel Lammons | Max Purcell Jordan Thompson        | 7-6(3), 7-6(4)    |
| 5.  | 26 de agosto de 2023     | Winston-Salem    | Dura       | Nathaniel Lammons | Lloyd Glasspool Neal Skupski       | 6-3, 6-4          |
| 6.  | 3 de octubre de 2023     | Astaná           | Dura (i)   | Nathaniel Lammons | Mate Pavić John Peers              | 7-6(4), 7-6(7)    |
| 7.  | 15 de junio de 2024      | 's-Hertogenbosch | Hierba     | Nathaniel Lammons | Wesley Koolhof Nikola Mektić       | 7-6(5), 7-6(3)    |
| 8.  | 29 de julio de 2024      | Atlanta          | Dura       | Nathaniel Lammons | André Göransson Sem Verbeek        | 4-6, 6-4, [12-10] |
| 9.  | 4 de agosto de 2024      | Washington       | Dura       | Nathaniel Lammons | Rafael Matos Marcelo Melo          | 7-5, 6-3          |
| 10. | 24 de agosto de 2024     | Winston-Salem    | Dura       | Nathaniel Lammons | Julian Cash Robert Galloway        | 6-4, 6-3          |

#### Finalista (7)
| N.º | Fecha                    | Torneo   | Superficie    | Pareja            | Oponentes en la final          | Resultado              |
| --- | ------------------------ | -------- | ------------- | ----------------- | ------------------------------ | ---------------------- |
| 1.  | 10 de febrero de 2018    | Quito    | Tierra batida | Austin Krajicek   | Nicolás Jarry Hans Podlipnik   | 6-7(6), 3-6            |
| 2.  | 16 de octubre de 2022    | Gijón    | Dura (i)      | Nathaniel Lammons | Máximo González Andrés Molteni | 7-6(6), 6-7(4), [5-10] |
| 3.  | 14 de enero de 2023      | Auckland | Dura          | Nathaniel Lammons | Nikola Mektić Mate Pavić       | 4-6, 7-6(5), [6-10]    |
| 4.  | 12 de febrero de 2023    | Dallas   | Dura (i)      | Nathaniel Lammons | Jamie Murray Michael Venus     | 6-1, 6-7(4), [7-10]    |
| 5.  | 4 de marzo de 2023       | Acapulco | Dura          | Nathaniel Lammons | Alexander Erler Lucas Miedler  | 6-7(9), 6-7(3)         |
| 6.  | 26 de septiembre de 2023 | Zhuhai   | Dura (i)      | Nathaniel Lammons | Jamie Murray Michael Venus     | 4-6, 4-6               |
| 7.  | 29 de octubre de 2023    | Viena    | Dura (i)      | Nathaniel Lammons | Rajeev Ram Joe Salisbury       | 4-6, 7-5, [10-12]      |

## Títulos ATP Challenger (14; 0+14)

### Dobles (14)
| N.º | Fecha                    | Torneo                     | Superficie    | Pareja            | Oponentes en la final             | Resultado          |
| --- | ------------------------ | -------------------------- | ------------- | ----------------- | --------------------------------- | ------------------ |
| 1.  | 29 de enero de 2017      | Challenger de Maui         | Dura          | Austin Krajicek   | Bradley Klahn Tennys Sandgren     | 6-4, 6-3           |
| 2.  | 25 de febrero de 2017    | Challenger de Morelos      | Dura          | Austin Krajicek   | Kevin King Dean O'Brien           | 46-7, 7-65, [11-9] |
| 3.  | 22 de julio de 2017      | Challenger de Gatineau     | Dura          | Bradley Klahn     | Hans Hach Verdugo Vincent Millot  | 6-2, 6-3           |
| 4.  | 29 de julio de 2017      | Challenger de Granby       | Dura          | Joe Salisbury     | Marcel Felder Go Soeda            | 4-6, 6-3, [10-6]   |
| 5.  | 3 de marzo de 2018       | Challenger de Indian Wells | Dura          | Austin Krajicek   | Evan King Nathan Pasha            | 36-7, 6-1, [11-9]  |
| 6.  | 16 de junio de 2019      | Challenger de Columbus 2   | Dura (i)      | Roberto Maytin    | Hans Hach Verdugo Donald Young    | 46-7, 7-62, [10-5] |
| 7.  | 21 de septiembre de 2019 | Challenger de Columbus 3   | Dura (i)      | Martin Redlicki   | Nathan Pasha Max Schnur           | 6-4, 7-64          |
| 8.  | 6 de marzo de 2021       | Challenger de Nur-Sultán 2 | Dura (i)      | Nathaniel Lammons | Nathan Pasha Max Schnur           | 6-4, 6-2           |
| 9.  | 15 de mayo de 2021       | Challenger de Heilbronn    | Tierra batida | Nathaniel Lammons | André Göransson Sem Verbeek       | 46-7, 6-4, [10-8]  |
| 10. | 20 de noviembre de 2021  | Challenger de Champaign    | Dura (i)      | Nathaniel Lammons | Treat Huey Max Schnur             | 6-4, 3-6, [10-6]   |
| 11. | 16 de abril de 2022      | Challenger de Sarasota     | Tierra batida | Robert Galloway   | André Göransson Nathaniel Lammons | 6-3, 7-6           |
| 12. | 9 de julio de 2022       | Challenger de Salzburg     | Tierra batida | Nathaniel Lammons | Alexander Erler Lucas Miedler     | 7-5, 5-7, [11-9]   |
| 13. | 17 de septiembre de 2022 | Challenger de Cary         | Dura          | Nathaniel Lammons | Treat Huey John-Patrick Smith     | 7-5, 2-6, [10-5]   |
| 14. | 18 de marzo de 2023      | Challenger de Phoenix      | Dura          | Nathaniel Lammons | Hugo Nys Jan Zieliński            | 6-7, 6-4, [10-8]   |